# Dhani Lennevald
John Dhani Lennevald (ur. 24 lipca 1984 w Sztokholmie) – szwedzki autor tekstów, producent muzyczny, a wcześniej tancerz i piosenkarz pop/R&B. W latach 1998–2004 był członkiem szwedzkiego zespołu popowego A*Teens, a po rozwiązaniu zespołu krótko kontynuował karierę solową.

## Życiorys

### Wczesne lata
Urodził się w Sztokholmie jako syn Elizabeth i Bejje Lennevaldów. Dorastał wraz ze starszą siostrą Dinah (ur. 1978). 

### Kariera
Mając czternaście lat rozpoczął karierę muzyczną z grupą pop A*Teens. 30 sierpnia 1999 ukazał się album z coverami legendarnej grupy ABBA The Abba Generation, do 2000 sprzedał się w 4 milionach egzemplarzy i stał się jedną z odnoszących międzynarodowe sukcesy szwedzkich grup. 5 maja 2004 zespół A*Teens wydał ostatnią swoją płytę Greatest Hits i zawiesił działalność. 
Lennevald rozpoczął swoją solową karierę, podpisując kontrakt ze Stockholm Records (obecnie Universal Sweden). 12 sierpnia 2004 piosenka „Girl Talk” została prezentowana w stacjach radiowych i była często emitowana w głównych szwedzkich kanałach radiowych, a singiel został wydany 15 września tego samego roku, osiągając 20. miejsce na szwedzkiej liście singli i był nagrodzony złotą płytą w następnym tygodniu. Po promocji singla piosenkarz rozpoczął pracę jako model. Po pewnym czasie na swojej oficjalnej stronie internetowej poinformował o tym, że nagrywa płytę w Nowym Yorku. Jednak zerwał kontrakt ze Stockholm Records. 14 października 2005 z jednym z telewizyjnych programów zaprezentował swój nowy utwór „Let’s Do It Again”. 
W 2015 pod pseudonimem 1NV0LV3D i G.R.O.W U <3 rozpoczął działalność jako autor tekstów i producent muzyczny. Występował potem pod pseudonimem DHARC. Współpracował z takimi artystami jak Måns Zelmerlöw czy Anton Ewald.

## Życie prywatne
W 2007 związał się ze szwedzką modelką Natachą Peyre. W 2008 para przeniosła się ze Sztokholmu do Los Angeles.

## Dyskografia

### Albumy zA*Teens
- 1999: The ABBA Generation
- 2001: Teen Spirit
- 2002: Pop 'Til You Drop!
- 2003: New Arrival
- 2004: Greatest Hits

### Single solowe
- 2005: „Girl Talk”
- 2005: „Let’s Do It Again”